# Peter's Friends
Peter's Friends is een komische dramafilm uit 1992 van Kenneth Branagh, geschreven door schrijversechtpaar Rita Rudner en Martin Bergman.
De film draait om Peter en zijn vrienden, gespeeld door Stephen Fry, Hugh Laurie, Alphonsia Emmanuel, Imelda Staunton, Rita Rudner, Tony Slattery, Phyllida Law, Alex Lowe, Emma Thompson en Kenneth Branagh.

## Verhaal
Tijdens oud en nieuw komen de vrienden van Peter (Fry) samen in zijn zojuist geërfde landhuis. Tien jaar eerder acteerden ze samen in een comedygroep bij de Universiteit van Cambridge, maar nu lijken ze niet meer zoveel met elkaar gemeen te hebben.
De vrienden zijn Andrew (Branagh), een schrijver in Hollywood; de getrouwde jingle-schrijvers Roger (Laurie) en Mary (Staunton); de glamoureuze kledingontwerpster Sarah (Emmanuel) en de excentrieke Maggie (Thompson). Naast dit gezelschap van vrienden zijn er ook anderen in het huis: Andrews vrouw Carol (Rudner), een Amerikaanse actrice, en Sarahs nieuwe vriend Brian (Slattery). Peters huishoudster Vera (Law) en haar zoon Paul (Lowe) zijn ook aanwezig.
De film is voornamelijk een komedie, maar de serieuze kanten worden al snel duidelijk. Peters vader is gestorven, en Peter wil het landhuis verkopen na dit laatste feest. Andrew en Carols problematische huwelijk zorgt voornamelijk voor grappige momenten, maar Roger en Mary proberen een tragedie te verwerken die voor het publiek langzaamaan duidelijk wordt. Maggie is eenzaam en probeert Peter ervan te overtuigen dat ze meer dan alleen vrienden zouden moeten zijn, en Sarah is niet gelukkig met haar leven.
De film behandelt thema's als vriendschap, het huwelijk, trouw, materialisme en het omgaan met sterfelijkheid.

## Rolverdeling
| Acteur             | Personage      |
| ------------------ | -------------- |
| Hugh Laurie        | Roger Anderson |
| Kenneth Branagh    | Andrew Benson  |
| Stephen Fry        | Peter Morton   |
| Alphonsia Emmanuel | Sarah Johnson  |
| Emma Thompson      | Maggie Chester |
| Imelda Staunton    | Mary Anderson  |
| Phyllida Law       | Vera           |
| Rita Rudner        | Carol Benson   |
| Tony Slattery      | Brian          |
| Alex Lowe          | Paul           |
| Richard Briers     | Lord Morton    |

## Filmmuziek
De film bevat nummers van veel artiesten uit de jaren 80, zoals Tears for Fears, The Pretenders en Bruce Springsteen. Het nummer "The Way You Look Tonight" van Jerome Kern wordt in de film gezongen door de acteurs, maar staat niet op het album.

## Achtergrond van de acteurs
Een groot deel van de acteurs waren in het echt ook uit oude vrienden van de Universiteit van Cambridge. Hugh Laurie, Stephen Fry, Emma Thompson en Tony Slattery zaten samen bij de Cambridge Footlights, een studentencomedygroep zoals die ook beschreven wordt in de film. Ook schrijver Martin Bergman is lid geweest van de Footlights.
Toen de film gemaakt werd was Branagh getrouwd met Thompson, die op de universiteit een relatie had met Laurie. Law is Thompsons moeder, en samen met Staunton, Lowe, Thompson en Branagh verscheen ze in 1993 ook in Branaghs bewerking van Much Ado About Nothing. Laurie en Staunton, die het echtpaar Roger en Mary spelen, zouden in 1995 een echtpaar spelen in het door Thompson geschreven Sense and Sensibility.